# Aloe rabaiensis
Aloe rabaiensis är en grästrädsväxtart som beskrevs av Alfred Barton Rendle. Aloe rabaiensis ingår i släktet Aloe och familjen grästrädsväxter. IUCN kategoriserar arten globalt som livskraftig. Inga underarter finns listade i Catalogue of Life.

## Bildgalleri

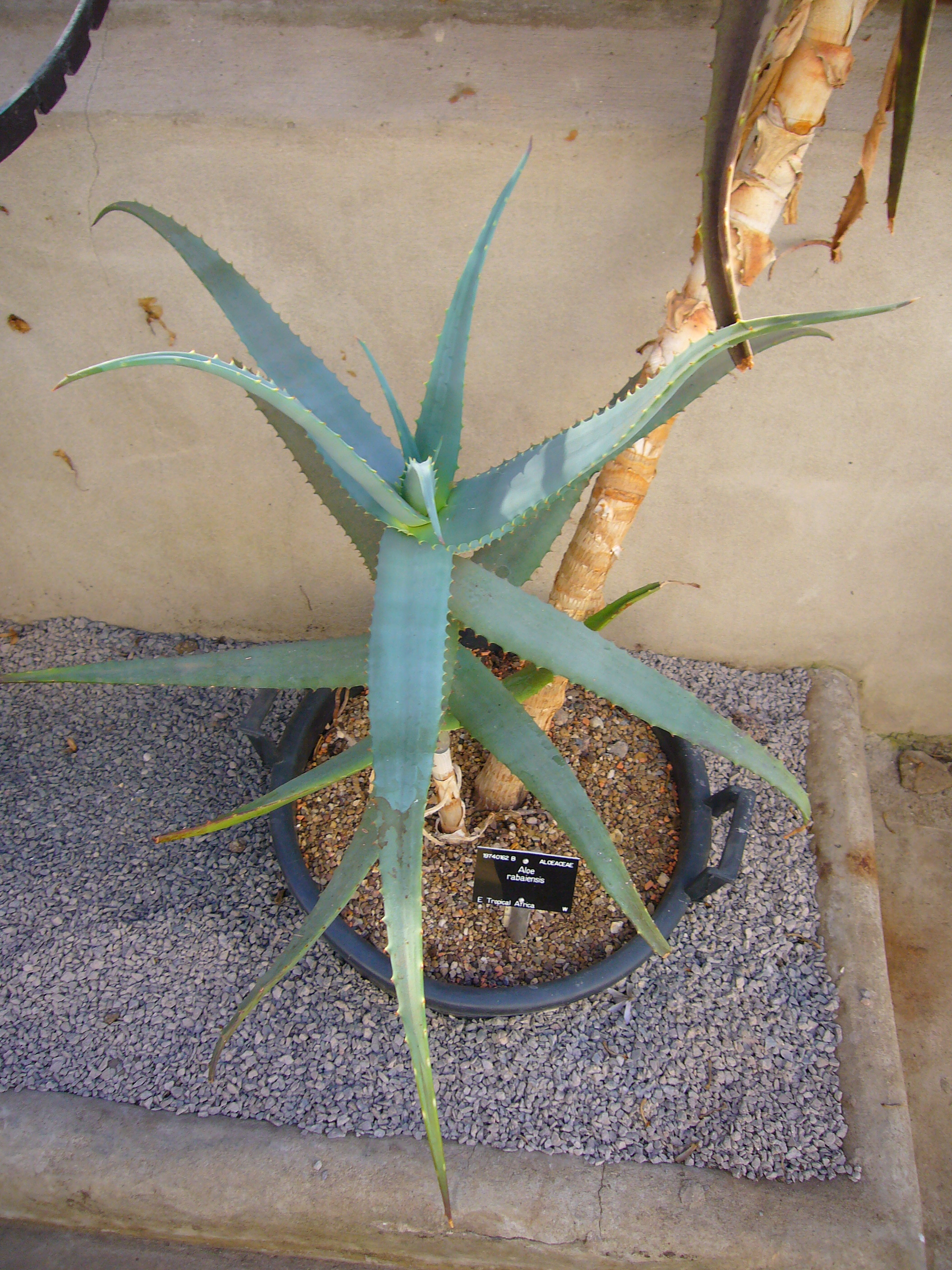